# Silberchromat
Silberchromat ist eine chemische Verbindung aus der Gruppe der Chromate.

## Gewinnung und Darstellung
Silberchromat kann durch Reaktion von Silbernitrat (AgNO3) und Kaliumchromat (K2CrO4) hergestellt werden. Beim Auftropfen von Silbernitratlösung auf ein chromathaltiges Gel entstehen periodische Ringe aus Silberchromat um die Auftropfstelle, welche nach ihrem Entdecker Raphael Eduard Liesegang als Liesegangsche Ringe bezeichnet werden.
{\displaystyle \mathrm {2\ AgNO_{3}+K_{2}CrO_{4}\longrightarrow Ag_{2}CrO_{4}\downarrow +\ 2\ KNO_{3}} }

## Eigenschaften

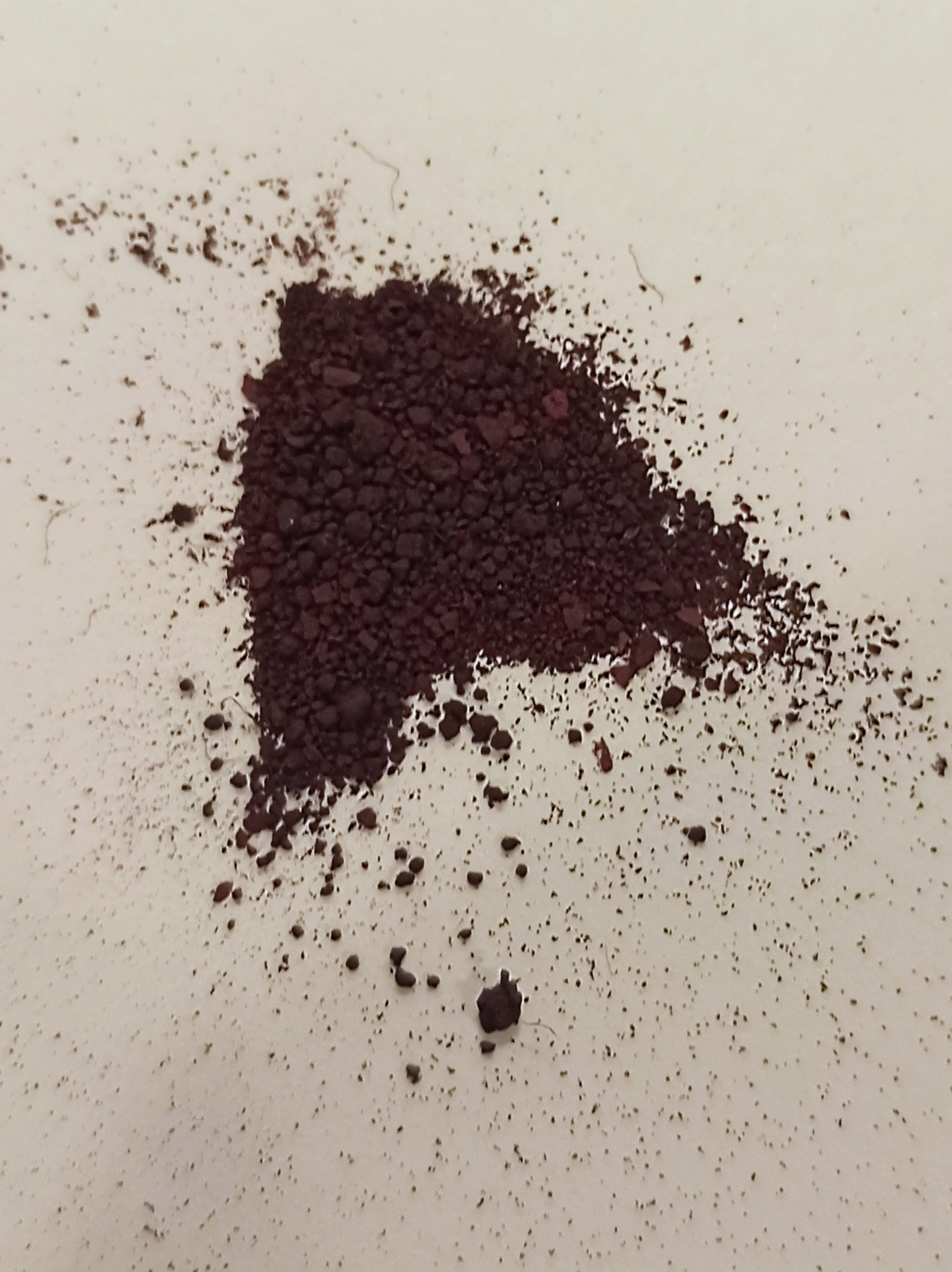
Silberchromat

Silberchromat besitzt eine orthorhombische Kristallstruktur mit der Raumgruppe Pnma (Raumgruppen-Nr. 62) und den Gitterparametern a = 1006 pm, b = 703 pm und c = 554 pm. Die Kristallstruktur besteht aus Chromat-Einheiten (CrO4), welche über Silber-Atome verbunden sind und somit ein dreidimensionales Netzwerk bilden. Das Kristallgitter besteht zudem aus zwei Silberatome, die kristallographisch unabhängig voneinander sind und verschiedene Koordinationspolyeder aufweisen. Die Koordination an das erste Silber-Atom kann am besten durch eine tetragonal-bipyramidische Struktur mit ungefähr D4h-Symmetrie beschrieben werden. Das andere Silber-Atom formt einen ungünstig verzerrten Tetraeder mit durchschnittlichen O–Ag–O Bindungswinkeln von 107°, die jedoch zwischen 84° und 139° variieren.

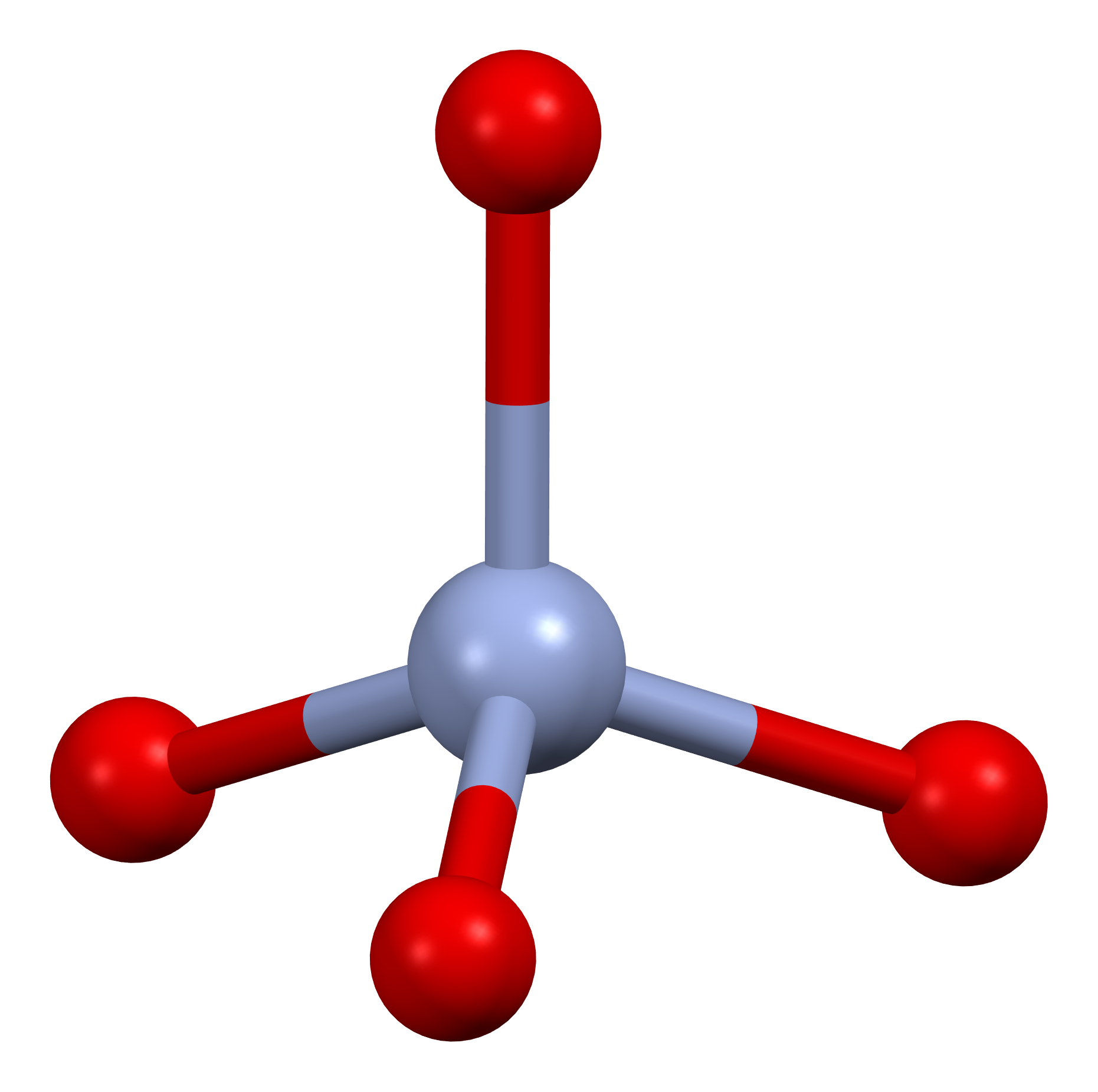
CrO4-Einheit im Silberchromat-Kristallgitter
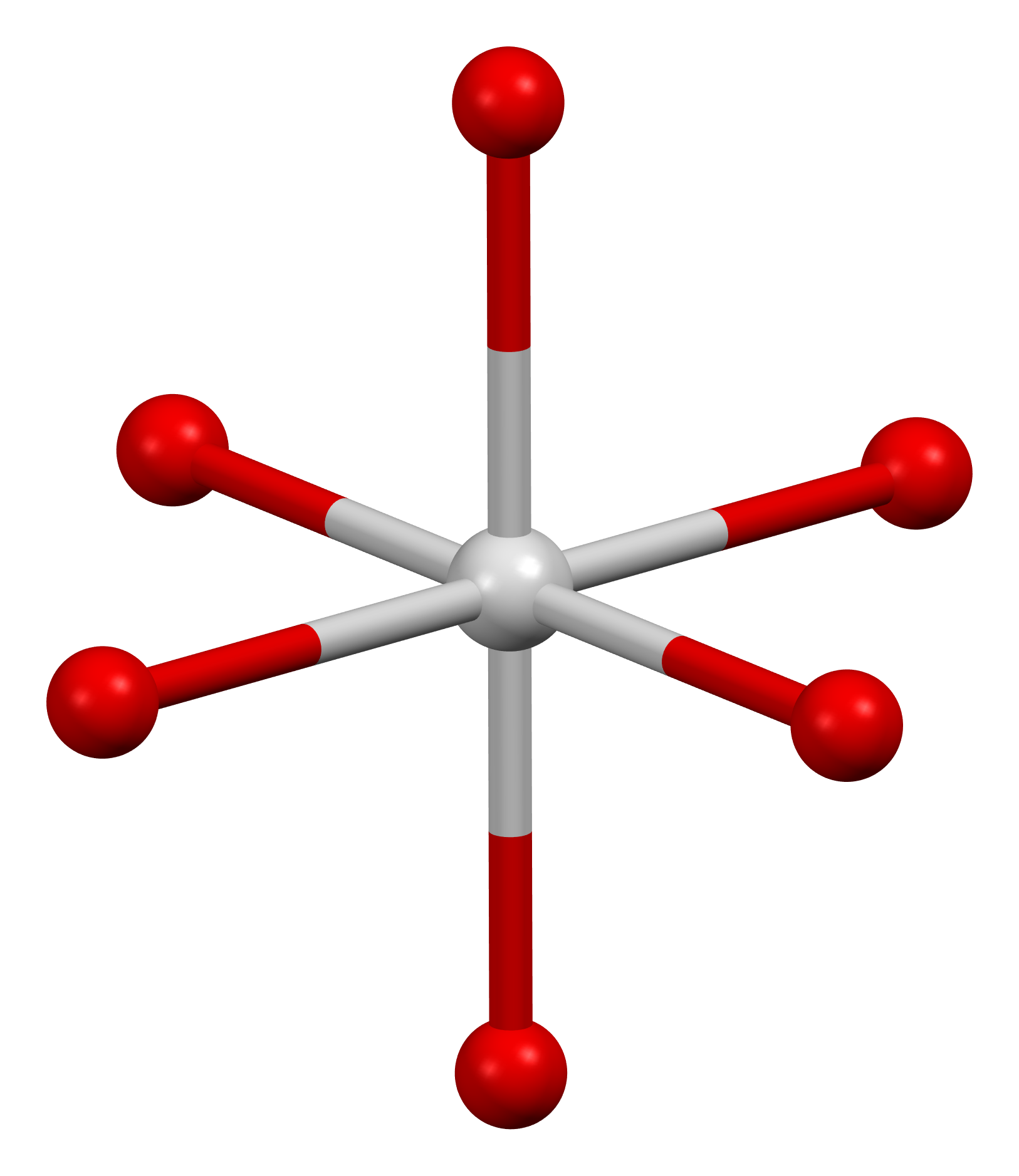
Tetragonal-bipyramidische Koordination um ein Silber-Atom im Silberchromat-Kristallgitter
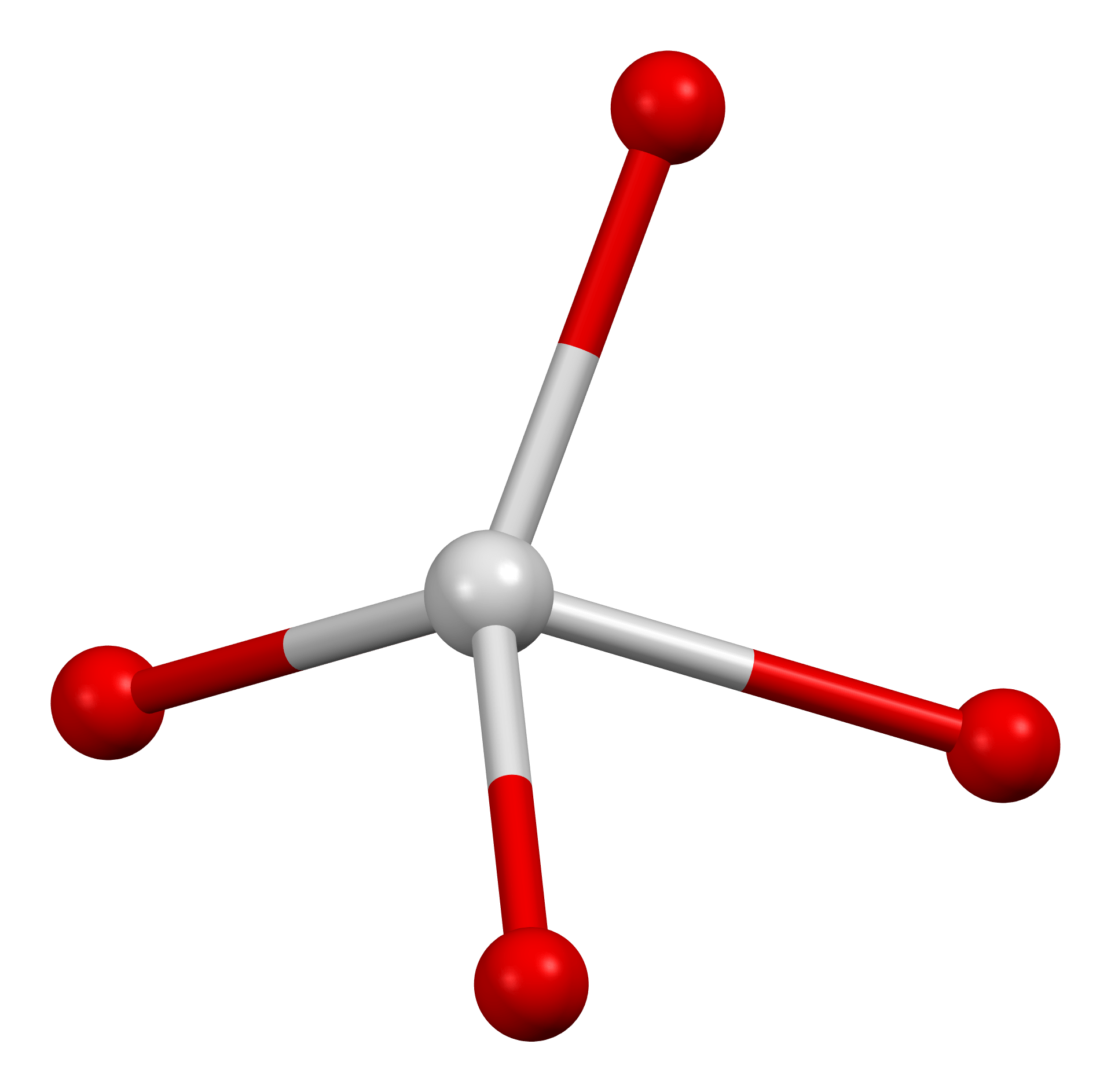
Stark verzerrt, tetraedrische Koordination um ein Silber-Atom im Silberchromat-Kristallgitter

1798 entdeckte Louis-Nicolas Vauquelin die Lichtempfindlichkeit von Siberchromat.

## Verwendung
Silberchromat dient dank seiner charakteristischen rotbraunen Farbe als Reagenz bei Nachweisreaktionen. Es wird vor allem in der quantitativen Bestimmung von Chlorid durch Titration nach Mohr eingesetzt.
Die Erzeugung Liesegangscher Ringe ist ein Beispiel für die Erzeugung periodischer Strukturen durch chemische Reaktion und wird dementsprechend als Demonstrationsversuch durchgeführt.